# Danh sách bầu cử năm 2024
Dưới đây là danh sách bầu cử diễn ra trong năm 2024.

## Châu Á

### Ấn Độ
- Tháng 4-5: Tổng tuyển cử Ấn Độ 2024.[2]

### Azerbaijan
- 7 tháng 2: Bầu cử tổng thống Azerbaijan 2024.[3][4][5][6][7][8][9][10][11]

### Bangladesh
- 7 tháng 1: Tổng tuyển cử Bangladesh 2024.[12][13][14][15][16][17][18]

### CHDCND Triều Tiên
- Tháng 3: Bầu cử Hội đồng Nhân dân Tối cao Triều Tiên 2024.[19]

### Bhutan
- 9 tháng 1: Bầu cử Quốc hội Bhutan 2023-24 (vòng 2).[20]

### Campuchia
- 25 tháng 2: Bầu cử Thượng viện Campuchia 2024.[21][22][23][24][25][26][27][28][29][30][31][32][33][34]

### Hàn Quốc
- 10 tháng 4: Bầu cử lập pháp Hàn Quốc 2024.[35][36]

### Indonesia
- 14 tháng 2: Tổng tuyển cử Indonesia 2024.[37][38][39][40]
- 27 tháng 11:
  - Bầu cử thống đốc Jakarta 2024.[41][42][43][44][45]
  - Bầu cử địa phương Indonesia 2024.[46]

### Iran
- 1 tháng 3: Bầu cử lập pháp Iran 2024.[47][48][49][50][51][52][53][54][55][56][57][58][59][60][61][62]

### Maldives
- 17 tháng 3: Bầu cử Quốc hội Maldives 2024.[63]

### Mông Cổ
- 28 tháng 6: Bầu cử Quốc hội Mông Cổ 2024.[64]

### Nam Ossetia[a]
- Bầu cử Quốc hội Nam Ossetia 2024.[65][66]

### Pakistan
- 8 tháng 2:
  - Tổng tuyển cử Pakistan 2024.[67][68][69][70]
  - Bầu cử thủ hiến Sindh 2024.[71]
  - Bầu cử thủ hiến Balochistan 2024.[71]
  - Bầu cử thủ hiến Khyber Pakhtunkhwa 2024.[71]
  - Bầu cử thủ hiến Punjab 2024.[71]
- 3 tháng 3: Bầu cử Thượng viện Pakistan 2024.[72]
- 9 tháng 3: Bầu cử tổng thống Pakistan 2024.[73][74]

### Sri Lanka
- Bầu cử tổng thống Sri Lanka 2024.[75][76][77]

### Syria
- Bầu cử Quốc hội Syria 2024.[78]

### Đài Loan
- 13 tháng 2:
  - Bầu cử tổng thống Đài Loan 2024.[79][80][81][82][83][84][85]
  - Bầu cử lập pháp Đài Loan 2024.[86][87][88][89][90]

## Châu Âu

### Áo
- Bầu cử lập pháp Áo 2024.[91]
- Bầu cử thống đốc Steiermark 2024.[92][93][94]
- Bầu cử thống đốc Vorarlberg 2024.[94][95][96][97]

### Belarus
- 25 tháng 2: Bầu cử Quốc hội Belarus 2024.[98][99][100][101][102][103][104][105]

### Bỉ
- 9 tháng 6:
  - Bầu cử liên bang Bỉ 2024.[106][107][108][109]
  - Bầu cử khu vực Bỉ 2024.[110][111]
- 13 tháng 10: Bầu cử địa phương Bỉ 2024.[112]

### Bosna và Hercegovina
- 6 tháng 10: Bầu cử địa phương Bosna và Hercegovina 2024.[113]

### Cộng hòa Séc
- Bầu cử khu vực Cộng hòa Séc 2024.

### Croatia
- Bầu cử nghị viện Croatia 2024.[114][115]
- Bầu cử tổng thống Croatia 2024.[116][117][118]

### Đức
- 1 tháng 9: 
  - Bầu cử thủ hiến Sachsen 2024.[119][120]
  - Bầu cử thủ hiến Thüringen 2024.[121][122][123][124]
- 22 tháng 9: Bầu cử thủ hiến Brandenburg 2024.[125][126][127]

### Gruzia
- Bầu cử Nghị viện Gruzia 2024.[128][129][130][131][132]
- Bầu cử tổng thống Gruzia 2024.[133]

### Hungary
- 7 tháng 6: Bầu cử địa phương Hungary 2024.

### Iceland
- 1 tháng 6: Bầu cử tổng thống Iceland 2024.[134][135][136][137]

### Ireland
- Bầu cử địa phương Ireland 2024.[138][139][140]

### Liên minh châu Âu
- Bầu cử Nghị viện châu Âu 2024.[2][141][142][143][144][145]

### Litva
- 12 tháng 5: Bầu cử tổng thống Litva 2024.[146][147][148][149][150][151][152][153][154][155][156][157][158][159][160]
- Bầu cử Nghị viện Litva 2024.[161][162]

### Malta
- 8 tháng 6: Bầu cử địa phương Malta 2024.[163][164]

### Moldova
- Bầu cử tổng thống Moldova 2024.[165][166]

### Phần Lan
- 28 tháng 1 (vòng 1) và 11 tháng 2 (vòng 2)[167]: Bầu cử tổng thống Phần Lan 2024.[168][169][170][171][172][173][174]

### Síp
- Bầu cử địa phương Cộng hòa Síp 2024.[175][176][177]

### Ý
- 8-9 tháng 6: Bầu cử địa phương Ý 2024.[178]

## Châu Mỹ

### Hoa Kỳ
- 5 tháng 11: Bầu cử tổng thống Hoa Kỳ 2024.[2]

### Panama
- 5 tháng 5: Tổng tuyển cử Panama 2024.[179][180]

## Châu Phi

### Algérie
- Bầu cử tổng thống Algérie 2024.[181][182][183]

### Botswana
- Tổng tuyển cử Botswana 2024.[184][185][186]

### Comoros
- 14 tháng 1: Bầu cử tổng thống Comoros 2024.[187][188][189][190][191][192]

### Ghana
- 7 tháng 12: Tổng tuyển cử Ghana 2024.[193][194][195][196][197]

### Mauritanie
- 29 tháng 6: Bầu cử tổng thống Mauritanie 2024.[198][199][200]

### Mauritius
- 30 tháng 11: Tổng tuyển cử Mauritius 2024.[181]

### Mozambique
- 9 tháng 10: Tổng tuyển cử Mozamnique 2024.[201][202][203]

### Namibia
- Tổng tuyển cử Namibia 2024.[181][204][205][206]

### Nam Phi
- 29 tháng 5: Tổng tuyển cử Nam Phi 2024.[207][208][209][210][211][212][213][214][215][216]

### Nam Sudan
- Tổng tuyển cử Nam Sudan 2024.[217][218][219]

### Rwanda
- 15 tháng 7: Tổng tuyển cử Rwanda 2024.[220][221][222][223][224][225]

### Sénégal
- 15 tháng 12: Bầu cử tổng thống Senegal 2024.[226][227][228][229][230][231][232][233][234]

### Somaliland[b]
- 13 tháng 11: Bầu cử tổng thống Somaliland 2024.[235][236][237]

### Tchad
- Bầu cử tổng thống Tchad 2024.[238][239][240][241][242]
- Bầu cử Quốc hội Tchad 2024.[240][243][244]

### Togo
- 13 tháng 4: Bầu cử Quốc hội Togo 2024.[245][246][247][248][249][250][251][252]

### Tunisia
- Bầu cử tổng thống Tunisia 2024.[253][254][255][256][257][258][259]